# エスタジオ・ナシオナル・デ・カーボヴェルデ
エスタジオ・ナシオナル・デ・カーボヴェルデ（ポルトガル語：Estádio Nacional de Cabo Verde）＝カーボヴェルデ国立競技場はカーボヴェルデの首都プライア近郊にあるスタジアム。プライアの中心部から車で10分程のところにある。陸上トラックも併設されているが主にサッカーの試合で使用される。サッカーカーボベルデ代表の本拠地でありカーボベルデ・フットボールチャンピオンシップの試合で使用されることはない。しかしこのスタジアムは国立競技場ではあるが代表の試合はプライア市内にあるエスタジオ・ダ・ヴァルゼアで開催されることも少なくない。
1. ↑  http://www.worldofstadiums.com/africa/cabo-verde/estadio-nacional-de-cabo-verde/